# Марианско-Палауска операция
Марианско-Палауската операция от юни до ноември 1944 година е военна операция на Марианските острови и Палау на Централнотихоокеанския театър на Втората световна война.
Тя включва поредица от десанти и морски битки, в които Съединените щати завземат повечето контролирани от Япония острови в Микронезия, нанасяйки и тежки загуби на японския военноморски флот. По този начин американците си осигуряват стратегически важни военновъздушни бази, от които бомбардировачите „Боинг B-29“ могат да извършват стратегически бомбардировки на Японските острови.